# Vicente Español
Vicente Español fue arcipreste de la Iglesia Arciprestal de San Pedro y San Pablo de Ademuz (provincia de Valencia, España) a mediados del siglo XVIII.
Mantuvo relaciones epistolares con el humanista valenciano Gregorio Mayans y otros ilustrados.
Una buena parte del patrimonio mueble del siglo XVIII de la Iglesia Arciprestal de San Pedro y San Pablo de Ademuz se debe a su patrocinio.